# 씀: 일상적 글쓰기
씀: 일상적 글쓰기는 텐비(10B Inc.)가 개발하고 배포하는 텍스트 중심 사회 관계망 서비스 앱이다. 글 쓰기, 열람하기, 구독하기, 담아가기 기능을 제공한다. 여타 사회 관계망 서비스 앱과 달리 댓글과 좋아요 기능이 없다. '문학' 열람과 종이책 제본을 제외한 모든 기능이 무료로 제공되는 부분 유료화를 채택했다. 회원이 작성한 게시물의 저작권은 회원에게 귀속된다. 울산과학기술원 내 애플리케이션 개발 동아리 '님부스' 회원인 이지형과 정인중, 그리고 룸메이트 이윤재가 개발하여 2015년에 출시했다. 구글 플레이에서 발표한 '2016 올해를 빛낸 아름다운 앱' 부문에서 최우수상을 수상하였다. 2018년 7월 기준 설치 횟수가 50만 회를 넘겼으며 글이 400만 편 이상 작성되었다. 이용약관에 명기된 정식 명칭은 '씀'이며, '일상적 글쓰기'는 부제이다. 2018년 6월 25일 PC에서도 사용 가능한 웹 판이 공개되었다.

다음은 소개글이다.
| “ | 세상에는 멋진 생각들이 많고 우리는 누구나 글을 쓸 수 있습니다. 같은 단어를 보아도 하나하나 다르고 멋진 생각들이 피어납니다. 조금은 서툴고 어려울지라도 우리는 누구나 글을 쓸 수 있습니다. 멋진 생각이 멋진 글로 쓰여지는 소중한 경험을 '씀'이 돕겠습니다. | ” |

## 기능

### 글 작성, 편집, 열람
모든 회원은 글감을 자유로이 설정하여 글을 작성할 수 있다. 글자 수에는 제한이 없다. 편집기에는 다음에서 제공하는 맞춤법 검사 API가 탑재되어 있다. 작성된 글은 기본으로 비공개 상태이며, 누구나 볼 수 있게끔 공개할 수 있다. 공개와 비공개는 횟수나 기간이 제한되지 않는다. 언제든지 글감과 내용을 편집하거나 글을 삭제할 수 있다. 공개된 글은 모든 회원이 열람할 수 있다. 회원이 글을 대상으로 할 수 있는 행동은 열람과 담아가기뿐이며, 좋아요/싫어요나 댓글 기능은 없다.

### 담아가기와 구독
모든 회원은 마음에 드는 공개된 글을 담아갈 수 있다. 담아간 글은 보관함에 보관된다. 담긴 글을 작성한 회원에게는 "[회원 필명]님이 [글감] 글을 담아가기 했습니다"라는 알림이 전송된다.
마음에 드는 회원을 구독할 수 있다. 구독한 회원이 글을 작성하여 공개할 때마다 구독 창에 새 글이 올라온다. 새로 공개된 글뿐만 아니라 비공개로 전환되었다가 다시 공개된 글 역시 구독 창에 표시된다. 구독된 회원에게는 "[회원 필명]님이 회원님을 구독합니다"라는 알림이 전송된다. 구독은 언제든지 취소할 수 있다. 취소 알림은 전송되지 않는다.

### 글감
매일 아침 7시와 저녁 7시에 글감이 하나씩 제공되고 모든 회원에게 알림이 전송된다. 글감에는 인용구가 딸려 나온다. 이를테면 456번째로 제공된 공식 글감 '내일'은 다음 구절과 함께 공개되었다.
어제와 오늘이 별다르지 않았던 것처럼 오늘과 내일 사이에도 경천지동할 일 따위는 일어나지 않을 것이다. 시간에는 매듭이 없다. 그러나 사람들은 무한하게 지속되는 그 반복성이 두려워 자꾸만 시간을 인위적으로 나누고 구별짓고 싶어한다. 아아, 그렇게 해서라도 복잡한 현재를 깨끗이 털어버리고 맑은 새날을 맞이할 수만 있다면, 그렇다면 나는 기꺼이 맨발로 폴짝폴짝 뛰어 내일을 마중 나가겠다.

- 정이현,《달콤한 나의 도시》중
누구나 글감을 전자 우편으로 제보할 수 있다. 선정된 글감은 공식 글감으로 선정된다. 인용구와 함께 제공된 공식 글감뿐만 아니라 회원이 직접 창작한 글감으로도 글을 작성할 수 있다.

### 아홉 편의 모음
씀에서 작성된 멋진 글을 모으는 알고리즘 '아홉 편'이 선정한 글 아홉 편을 모아 볼 수 있다. 앱 내 설명에 따르면 '아홉 편' 알고리즘은 글의 길이와 이에 비례한 읽는 시간, 작성자 방문, 담아가기 등의 여러 수치를 합산하고, 특정 글에 편중되는 일을 막기 위해 일정 부분은 무작위로 정하는 방식을 사용하고 있다.

### 모음과 종이책
자신이 작성한 글을 모아 '모음'을 만들 수 있다. 글을 원하는 순서대로 배치하고 모음 설명, 서문, 소제목, 작가의 말을 추가할 수 있다. 일종의 문집이다. 만든 직후에는 비공개 상태이고, 모음을 발행하면 모든 회원에게 공개된다. 모음을 만든 이가 허용할 경우 해당 모음에 감상을 남길 수 있다. '읽기' 창에서 다른 최신 모음과 운영진이 선정한 추천 모음을 볼 수 있다. 추천 모음에는 어울리는 그림이 삽입된다. 이 '모음'은 아홉 개의 '모음'과는 다른데, 아홉 개의 모음은 알고리즘이 무작위로 아홉 편을 선정하여 보여주는 것이고, 이 모음은 글쓴이가 직접 선정하여 공개하는 것이다. 씀에서 가장 주목받은 강은우 작가의 〈최대 흐림-네 추락을 낙화로 기억하는 일〉 모음이 '씀'을 통해 출간된 바 있다.
'종이책' 창에서는 자신의 모음을 종이책으로 만들 수 있다. 106×180mm 판형으로 제본된다. 가격은 쪽수와 권수로 결정된다. 종이책 서비스는 2018년 10월 15일 종료되었다.

### 문학
2018년에 추가된 기능으로서,함께 읽고 싶은 작품을 씀에서 직접 발굴하여 회원들에게 제안하는 공간이다. 새로운 문학 작품이 매주 세 편 이상 공개된다. 단편 소설이 주를 이룬다. 2018년 7월 공개된 《도취의 짧은 역사》를 마지막으로 새 작품이 올라오지 않고 있다.